# Pyxel
Pyxelは、Pythonで動作する2Dレトロゲーム用のゲームエンジンである。

## 概要
レトロゲームの開発に特化したゲームエンジンで、基本的にドット絵スタイルであり、デフォルトでは使える色が16色、同時に再生できる音は4音までに制限されている。
このソフトウェアには、「Pyxel Editor」と呼ばれる、ゲームに使用するリソースをGUI上で編集できるツールが標準搭載されており、ドット絵を編集できるイメージエディタやメロディー・効果音を作成するサウンドエディタ、サウンドを組み合わせて音楽を作るミュージックエディタの機能が備わっている。
このソフトウェアは日本人である北尾宗（kaito）が開発しており、日本語の情報が充実していて得やすい。